# Каракумски канал
Каракумският канал (на туркменски: Garagum kanaly) в Туркменистан е най-големият напоителен канал в света.
Строежът му започва през 1954 г. и завършва през 1988 г. Той е плавателен по по-голямата част от дължината му от 1375 km. Годишно оттича по 13 km3 вода от река Амударя през пустинята Каракум в Туркменистан. Спомага за развитието на земеделието, особено в отглеждането на памук, и снабдява столицата Ашхабад с вода.
Конструкцията на канала, както и неподдържането му след разпада на СССР, позволява до 50% от водата да се губи по маршрута му. Това създава локви и малки езерца по протежението му, водещо до засоляване на почвите. Каналът е и основният фактор за намаляването на акваторията на Аралско море, което е екологична катастрофа за региона.
Каракумският канал не е първият голям опит за доставяне на вода от реката Аму-Даря през Каракум. В началото на 1950-те години започва строежът на Главния туркменски канал, който е бил с начало много по-северно – при Нукус, а трябвало да води на югозапад към Красноводск (дн. Туркменбаши). Каналът щял да използва около 25% от водата на река Амударя.
Строежът на този канал е прекратен след смъртта на Сталин, като е предпочетен маршрутът на Каракумския канал. За регулирането му са построени и водохранилища.